# 塞古拉河畔莫利纳
塞古拉河畔莫利纳（西班牙語：Molina de Segura），是西班牙穆尔西亚自治区的一个市镇。总面积170平方公里，总人口46905人（2001年），人口密度276人/平方公里。